# Ø̇́
Ø̇́ (en minuscule : ø̇́), appelé o barré point suscrit accent aigu, est une lettre de l’alphabet latin utilisé dans l’écriture du vieux norrois, notamment dans l’analyse du Premier traité grammatical, et un symbole utilisé dans certaines transcriptions phonétiques[Lesquelles ?]. Il s’agit de la lettre o barré avec un point en chef et un accent aigu. 

## Origine et histoire
La lettre ø est d'abord apparue dans les alphabets scandinaves, principalement pour transcrire des sons spécifiques dans des langues comme le danois, le norvégien, et l'islandais. Le point en chef et l'accent aigu ajoutés à ø créent un symbole distinct utilisé pour des variations phonétiques ou orthographiques particulières[réf. nécessaire].

## Utilisation
Cette combinaison de diacritiques est parfois utilisée dans des systèmes phonétiques, notamment pour indiquer une variation de la prononciation du son [ø] ou [ɔ], selon les langues et les contextes[réf. nécessaire].
Dans l’analyse du Premier traité grammatical, ‹ ø̇́ › est utilisé pour indiquer un ø nasalisé long, le point en chef indiquant la nasalisation et l’accent aigu indiquant une voyelle longue, en contraste avec le ø nasalisé, par exemple ‹ mø̇́nde › « crêté (subjonctif) » et ‹ mø̇nde › « aurait »,, tout deux écrits ‹ mǿnde › et ‹ mø̇nde › dans le manuscrit.

## Représentations informatiques
Le O barré diagonalement point en chef accent aigu peut être représenté avec les caractères Unicode suivants :
- décomposé (supplément latin-1, diacritiques) :

| formes    | représentations | chaînes de caractères | points de code       | descriptions                                                                                  |
| --------- | --------------- | --------------------- | -------------------- | --------------------------------------------------------------------------------------------- |
| capitale  | Ø̇́               | Ø◌̇◌́                   | U+00D8 U+0307 U+0301 | lettre majuscule latine o barré obliquement diacritique point en chef diacritique accent aigu |
| minuscule | ø̇́               | ø◌̇◌́                   | U+00F8 U+0307 U+0301 | lettre minuscule latine o barré obliquement diacritique point en chef diacritique accent aigu |